# Ахмад Джаннаті

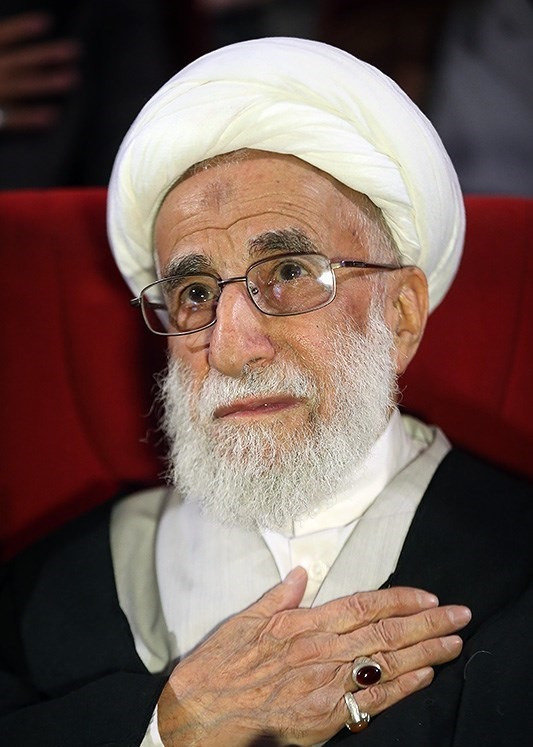
Аятолла Ахмад Джаннаті

Аятолла Ахмад Джаннаті (перс. احمد جنتی, нар. 1926, Ісфахан, Іран) — іранський політичний, державний та духовний діяч. Голова Ради вартових конституції, відповідальної за інспекцію відповідності іранського законодавства догмам ісламу та за затвердження кандидатів на різних виборах. Входить до Ради з моменту її заснування в 1980 році й очолює її з 1988 року. Крім головування в Раді, входить до складу Ради доцільності, Ради експертів і Вищої ради національної безпеки Ірану.
Має великий вплив на політику Ірану. Він часто розглядається як духовний покровитель Махмуда Ахмадінежада.